# الحزب الليبرالي (النرويج)
الحزب الليبرالي (بالنرويجية: Venstre بمعنى «اليسار») هو حزب سياسي ليبرالي  وليبرالي-اجتماعي  في النرويج. الحزب هو الأقدم في النرويج، وهو الذي سنّ إصلاحات هامة منها النظام البرلماني وحرية الاعتقاد والاقتراع العمومي والتعليم الحكومي. في أواخر القرن التاسع عشر وأوائل القرن العشرين كان أكبر الأحزاب السياسية المهيمنة على الحُكم في النرويج، لكنه فقد الكثير من شعبيته في فترة ما بعد الحرب العالمية الثانية وأصبح حزبا صغيرا نسبيا. ومع ذلك فقد شارك الحزب في العديد من الائتلافات الحكومية الوسطية واليمينية في حقبة ما بعد الحرب. وله حاليا (بعد انتخابات 2017) ثمانية مقاعد في البرلمان، وهو أحد الأحزاب الداعمة للحكومة الائتلافية لحزبي المحافظين والتقدم. زعيمة الحزب منذ عام 2020 هي غوري مِلبي.

## السياسات
يُصنَّف الحزب تحت مظلة الليبرالية الاجتماعية، ويدافع عن الحرية الشخصية بشرط تواجد فعّال للدولة. ومنذ السبعينيات دعم الحزب حماية البيئة كجزء هام من ملفه السياسي عندما عاد إلى البرلمان في التسعينيات، فعلى سبيل المثال يدعو الحزب إلى فرض ضرائب أعلى على الأنشطة التي تضر بالبيئة. وقد صُنِّف الحزب الليبرالى كثانى أفضل حزب نرويجي يهتم بالبيئة - بعد حزب الخضر - من قِبَل منظمة «المستقبل بأيدينا» البيئية. وفي العموم يحتل الحزب مركزا وسطيا في المشهد السياسي النرويجي.
يؤيد الحزب أيضاً وبقوة التعددية الثقافية وزيادة هجرة العمالة إلى النرويج وتدابير الاندماج غير المتشددة. وكذلك يدعو إلى إلغاء وضع كنيسة النرويج ككنيسة رسمية للدولة، وإلغاء الضرائب على الثروة والميراث ومنح المزيد من السلطة للسلطات المحلية. كما يفضِّل الحزب استمرارعضوية النرويج في المنطقة الاقتصادية الأوروبية.
يتبنّى الحزب موقفاً وسَطياً من القضية الفلسطينية حيث يرفض مقاطعة إسرائيل، ويؤيد حق العودة لكنه يرى أنها مسألة بالغة الصعوبة، ويرى أن أهم العقبات في وجه السلام هي «المستوطنون في الضفة الغربية ورفض حركة حماس الاعتراف بحق إسرائيل في الوجود». وفي أعقاب أحداث السابع من أكتوبر 2023، أعرب الحزب عن دعمه لوقف فوري ومستدام لإطلاق النار، مع توجيه بعض الانتقادات لإسرائيل بسبب ارتفاع أعداد الضحايا ومنع وصول المساعدات الإنسانية إلى قطاع غزة.

## التاريخ
تم تشكيل الحزب الليبرالي في عام 1884 أثناء النزاع حول إدخال النظام البرلماني إلى النرويج. وعندما انتصر في نزاعه مع اليمين المحافظ أصبح زعيم الحزب يوهان سفيردروب أول رئيس وزراء نرويجي يتم تعيينه على أساس الحصول على دعم الأغلبية البرلمانية. وفي أوقات لاحقة دعا الحزب إلى حق الاقتراع العمومي للرجال والذي تحقق عام 1898، وإلى تفكك الاتحاد بين السويد والنرويج والذي حدث عام 1905، وإلى حق الاقتراع العمومي للمرأة والذي تحقق عام 1913.
في العقود الأولى بعد عام 1884 شكّل الحزب الليبرالي العديد من الحكومات، تتخللها فترات من حكومات حزب المحافظين. وقد وصل إلى منصب رئيس الوزراء النرويجي ستة زعماء مختلفين من الحزب الليبرالي، جميعهم قبل عام 1935. ومع نمو حزب العمال وانشقاق بعض الليبراليين لتكوين أحزاب الوسط والديمقراطي المسيحي فقد الحزب تدريجيا شعبيته على الأرض. وشارك بعدها في حكومات ائتلافية تضم أحزاب وسط اليمين أو الوسط أو اليمين. انضم الحزب ما بين عامي 2001-2005 إلى ائتلاف وسط اليمين مع حزب المحافظين والحزب الديمقراطي المسيحي، ثم أصبح جزءا من المعارضة منذ الانتخابات العامة عام 2005 وحتى 2013، عندما أعلن تأييده للحكومة الائتلافية المؤلَّفة من حزب المحافظين وحزب التقدم، والتي أعيد انتخابها عام 2017.
كانت نتائج الحزب في آخر انتخابات برلمانية ضعيفة نسبيا. ففي انتخابات عام 2005 حصل على 5.9% من الأصوات، وفي 2009 حصل على أقل من نسبة 4% المحددة لدخول البرلمان، وفي 2013 حصل على 5.2% وأخيرا في 2017 حصل على 4.4%.

## رؤساء وزراء وسياسيون من الحزب
يوهانس ستين - رئيس وزراء (1891–1893) و (1898–1902)
غونار كنودسن - رئيس وزراء (1908–1910) و (1913–1920)
أبراهام تيودور بيرغه - رئيس وزراء (1923–1924)
يوهان لودفيغ موفينكل - رئيس وزراء (1924–1926) و (1928–1931) و (1933–1935)
ينس إيساك دي لانغه كوبرو - وزير دفاع (1933–1935)
إيفار آفاتسمارك - وزير دفاع (1919–1920) و (1921–-1923)
أينار إيفيلاند - عضو برلمان 1950
والتر دال
جون تيودور لوند